# Chicago Gangster
Al Capone (1899-1947)»
(Citazione riportata sull’edizione italiana di “Family Business”: “Chicago Gangster”)
Chicago Gangster è un gioco di carte non collezionabili ideato da David D. Bromley, illustrato da Antonio Dessì e pubblicato da Stratelibri/Counter srl (su licenza Mayfair Games, Inc.) .
Il gioco simula il mondo dei gangster degli anni ’84 dove ogni giocatore è alla guida di una famiglia di malviventi, il cui scopo è rimanere l’unica gang della città, eliminando gli scagnozzi avversari e cercando di salvare i propri.
Nel 1993  “Chicago Gangster" ha ottenuto il primo posto al concorso Deutscher Spiele Preis e nel 1998 ha ricevuto il primo premio 1998 Fairplay À la carte alla categoria À la carte Best Card Game.

## Regolamento

### Materiali
L’insieme dei materiali di gioco viene definito, dal regolamento di "Chicago Gangster", “La Refurtiva”.
Le 10 Carte Attacco utilizzabili sono:
- Contratto: è la carta principale del gioco e ne esistono 18 copie (delle quali 12 "normali"); serve ad indicare uno scagnozzo di una gang avversaria da aggiungere alla “Lista di Esecuzione” (in fondo alla fila, o “contro il Muro”, se non ci sono altri scagnozzi a precedere quello bersagliato). Il “Contratto” può essere contrastato da due carte Opposizione: “Favore del Padrino”, che annulla semplicemente l’effetto della carta “Contratto”, e “Potere Criminale”, che inverte l’effetto della carta “Contratto” bersagliando il giocatore che l’ha giocata. Le carte “Contratto” hanno tre varianti: una con un’icona “No Favore del Padrino” (2 copie), che esclude la possibilità ad un avversario di giocare la carta “Favore del Padrino” come risposta all’attivazione del “Contratto”; un’altra con un’icona “No Potere Criminale” (3 copie), la quale impedisce ad un altro giocatore di difendersi con una carta “Potere Criminale”; e l’ultima con entrambe le icone precedentemente descritte (una copia), che rendono l’effetto del “Contratto” impossibile da bloccare.
- Contratto Prioritario: carta in triplice copia in un mazzo di carte Azione. Il suo effetto è simile a quello di un normale “Contratto"; infatti lo scagnozzo bersagliato viene inserito direttamente “contro il Muro” nella "Lista di Esecuzione", invece di essere disposto "normalmente", cioè successivamente ad uno scagnozzo inserito precedentemente nella lista. Per il resto, ha tutte le debolezze di una carta “Contratto”.
- Doppio Contratto: carta presente in 3 copie. Esso è un “Contratto” che bersaglia due scagnozzi avversari, anziché uno solo. La carta “Favore del Padrino”, usata in risposta a questa carta, salva un solo scagnozzo dall’essere inserito nella “Lista di Esecuzione”. Il “Potere Criminale”, invece, fa aggiungere, a chi ha giocato la carta “Doppio Contratto”, un proprio scagnozzo dopo quello avversario.
- Esecuzione: carta in singola copia; ha l’effetto di eliminare qualsiasi scagnozzo in gioco, a prescindere dalla sua posizione, ma costringe chi l'ha giocata ad aggiungere un proprio scagnozzo in “Lista di Esecuzione”. Questa carta non può essere contrastata in alcun modo.
- Massacro di San Valentino: altra carta in singola copia; questa elimina immediatamente tutti gli scagnozzi in “Lista di Esecuzione”, svuotandola completamente. Nessuna carta Opposizione può bloccare questo effetto.
- Doppio Gioco: carta unica in gioco; permette di aggiungere, a chi la utilizza, uno scagnozzo di ogni avversario nella "Lista di Esecuzione" in qualsiasi ordine. Neanche questa carta può essere contrastata in alcun modo.
- Guerra tra Gang: carta in singola copia; all’attivazione, dà inizio immediatamente ad una “Guerra tra Gang!” a velocità normale (una carta Scagnozzo viene scartata dalla “Lista di Esecuzione” alla fine di ogni turno). Le carte Opposizione non possono essere giocate in risposta a questo effetto.
- Agguato: carta unica che non può essere contrastata in nessun modo. Fa iniziare una “Guerra tra Gang!” a doppia velocità (vengono eliminati due scagnozzi per turno), anche se una guerra è già in corso.
- Vendetta: carta in singola copia che permette, al giocatore di turno, di scegliere due scagnozzi di ogni avversario da inserire nella “Lista di Esecuzione”, in qualsiasi ordine. Dopodiché, causa l’inizio di una “Guerra tra Gang!” a doppia velocità. La carta Opposizione “Covo Sicuro” può essere giocata in risposta a “Vendetta”, allo scopo di difendere i propri scagnozzi dall’essere inseriti nella “Lista di Esecuzione” (coloro i quali si trovano già dentro la lista, al momento dell’attivazione della carta “Vendetta”, sono esclusi dall’effetto di “Covo Sicuro”).
- Traditore: carta unica che consente di cambiare uno scagnozzo in gioco con uno presente nella pila degli scarti; lo scagnozzo scartato deve provenire dal giocatore con più carte Scagnozzo in gioco al momento dell'attivazione della carta, quello rimesso in gioco da quello che ne ha meno tuttavia, un giocatore eliminato non può ricominciare a giocare grazie a questa carta. In caso di parità, cioè due o più giocatori con lo stesso numero di scagnozzi in gioco, la scelta è a discrezione di colui che ha giocato la carta. La carta Scagnozzo riportata in gioco dalla carta “Traditore” ritorna nella posizione di quella scartata, se essa si trovava nella “Lista di Esecuzione”, oppure si posiziona di fronte al giocatore che possiede quella carta Scagnozzo.

Le 4 Carte Opposizione disponibili sono:
- Potere Criminale: carta presente in triplice copia nel mazzo di carte Azione. L'effetto di "Potere Criminale" si attiva a seguito dell'uso avversario di un "Contratto" (o "Contratto Doppio", o "Contratto Prioritario"), che non possieda un'icona "No Potere Criminale", e costringe l'avversario ad inserire un proprio scagnozzo nella "Lista di Esecuzione", al posto di quello bersagliato normalmente. Nel caso di un "Contratto Doppio", esso verrà aggiunto dopo quello del proprietario del bersaglio originale; per un "Contratto Prioritario", lo scagnozzo di chi ha giocato la carta Attacco andrà direttamente in cima alla "Lista di Esecuzione", cioè "contro il Muro".
- Favore del Padrino: si contano 6 copie di questa carta; essa si utilizza dopo che un avversario abbia giocato un "Contratto" (o "Contratto Doppio", o "Contratto Prioritario"), senza l'icona "No Favore del Padrino", e ne annulla semplicemente l'effetto. Fa eccezione una carta "Contratto Doppio" che vede la portata del suo bersaglio ridotta ad uno scagnozzo da inserire nella "Lista di Esecuzione".
- Soffiata: carta in duplice copia, la "Soffiata" si gioca per contestare l'attivazione di una carta "Fuga" e vanificarne così l'effetto. Lo scagnozzo, precedentemente bersagliato da "Fuga", viene rimesso nella "Lista di Esecuzione" nella sua posizione originaria.
- Covo Sicuro: unica carta capace di contrastare la carta Attacco "Vendetta", si trova in copia singola e permette, al suo utilizzatore, di difendere due dei suoi scagnozzi dal venire inseriti in "Lista di Esecuzione". Questo, però, non impedisce l'iniziare della "Guerra tra Gang!" a doppia velocità (ogni turno, i primi due scagnozzi della "Lista di Esecuzione" vengono rimossi dal gioco).

Le 7 Carte Salvataggio giocabili sono:
- Fuga: carta in 4 copie. Consente di rimuovere un qualsiasi scagnozzo dalla “Lista di Esecuzione”, ma può essere bloccata dalla Carta Opposizione “Soffiata”, che ne vanifica l’effetto.
- Protezione della Polizia: carta in duplice copia. Possiede lo stesso effetto della carta “Fuga”, cioè togliere una carta Scagnozzo dalla “Lista di Esecuzione”, ma non può essere bloccata da alcuna carta Opposizione.
- Sostituzione: carta in duplice copia che permette di rimpiazzare uno scagnozzo dalla “Lista di Esecuzione” con uno qualsiasi ancora in gioco (anche qualcuno già presente nella lista). Questo effetto non può essere contestato in nessun modo.
- Intrigo: anche questa è una carta in duplice copia; serve a riorganizzare la "Lista di Esecuzione" a piacimento del giocatore di turno, ma non può aggiungere altri scagnozzi alla lista. Questo effetto non viene contestato da nessuna altra carta.
- Tregua: carta singola che interrompe immediatamente una "Guerra tra Gang!". Se le condizioni per una "Guerra tra Gang!" permangono anche dopo l'attivazione di questa carta, essa ricomincia nuovamente subito dopo. Nessuna carta Opposizione è in grado di opporsi alla carta "Tregua".
- Corruzione: carta presente in singola copia in un mazzo di carte Azione. Essa permette di "ripulire" la "Lista di Esecuzione", rimuovendo tutti gli scagnozzi di un singolo giocatore dalla lista. L'effetto della carta "Corruzione" non è prevenibile in alcun modo.
- Provvedimento Federale: Carta unica, capace di restituire ad ogni giocatore tutte le proprie carte Scagnozzo presenti nella "Lista di Esecuzione". Questo effetto non viene contrastato da alcuna carta Opposizione.

Carte ScagnozzoSi contano 54 differenti carte Scagnozzo divise in 6 famiglie (9 elementi per ogni fazione), con ognuna un proprio colore:
RossoNew York Mob (Dutch Shultz, Frank Castello, Meyer Lansky, Vito Genovese, Albert "The Executioner" Anastasia, Benjamin "Bugsy" Siegel, Joseph "Joe Bananas" Bonanno, Joe Valachi, Charles "Lucky" Luciano)
NeroMurder Inc. (Harry "Pittsburgh Phil" Strauss, Abraham "Kid Twist" Reles, Irwing "Knadles" Nitzberg, Frank "The Dasher" Abbendado, Martin "Bugsy" Goldstein, Harry "Happy" Maione", Anthony "The Duke" Maffettore, Albert "Allie Tick Tock" Tannenbaum, Abraham "Pretty" Levine)
ViolaPurple Gang (Samuel "Sammy Purple" Cohen, Abe Axler, Peter Licavoli, Joseph Zerlli, Harry Fleisher, Louis Fleisher, Benjamin Bernstein, Joseph Bernstein, Eddie Fletcher)
GialloMoran Gang (George "Bugs" Moran, Al Weinshank, Hymie Weiss, Pete Gusenberg, Frank Gusenberg, James Clark, John May, Adam Heyer, Willie Marks)
VerdeBank Robbers (John "Desperate Dan" Dillinger, "Baby Face" Nelson, Kate "Ma" Barker, Arthur "Doc" Barker, Alvin Karpis, Charles "Pretty Boy" Floyd, George "Machine Gun" Kelly, Clyde Barrow, Bonnie Parker)
TurcheseCapone Mob (Alphonse "Scarface Al" Capone, Sam "Golfbag" Hunt, Frank "The Enforcer" Nitti, William Jack "Three-Fingered Jack" White, Anthony "Big Tuna" Accardo, Jacob "Greatsy Thumb" Guzik, Paul "The Waiter" Ricca, Jack "Machine Gun Jack" McGurn)
Carte AzioneSono le carte che costituiscono il mazzo di gioco.
Il colore del bordo indica quando e come si usa il loro l'effetto, mentre l'effetto stesso è descritto tramite simboli riportati sulla base delle carte. Esistono 56 carte Azione distinguibili in 3 macrogruppi:
Carte AttaccoHanno un mitra su sfondo rosso negli angoli superiori. Vengono usate per mettere gli scagnozzi nella “Lista di Esecuzione”, al fine di eliminare questi ultimi, o dare inizio alla “Guerra tra Gang!”. Si possono utilizzare solo al proprio turno e possono essere contrastate dalle carte Opposizione.
Carte SalvataggioHanno un distintivo su sfondo blu negli angoli superiori. Sono necessarie per salvare uno scagnozzo dalla “Lista di Esecuzione” o per ritardarne l’eliminazione. Possono bersagliare qualsiasi scagnozzo, ma possono essere giocate solo al proprio turno e sono comunque bloccabili dalle carte Opposizione (non tutte sono contrastabili in questo modo).
Carte OpposizioneHanno due mitra incrociati su sfondo blu negli angoli superiori. Si usano in risposta ad una carta Attacco o Salvataggio di un avversario, ma alcune carte Attacco escludono certe carte Opposizione (altre non possono essere contrastate affatto). Non possono essere giocate durante il proprio turno.

### Caratteristiche
“Chicago Gangster” possiede alcune peculiarità che rendono l’esperienza di gioco unica:
MuroÈ quella zona di gioco che si viene a creare quando, in fase di preparazione ed allestimento della scatola di gioco, si appoggia il fondo di questa con il coperchio, allineando i lati (senza logo) con i fori di proiettile rappresentati sui contorni della scatola.  : Gli scagnozzi vengono messi in fila contro il “Muro” quando sono inseriti nella “Lista di Esecuzione” dalle carte Azione; il primo tra essi è considerato “contro il Muro” e la carta viene posizionata a faccia in su, appoggiata al fianco della scatola.
Lista di EsecuzioneQuando gli scagnozzi sono impilati "contro il Muro” si viene a creare una zona perpendicolare a questo lato specifico, la "Lista di Esecuzione", che si estende sempre più lontana dal "Muro" stesso. Gli scagnozzi vanno affiancati uno dopo l’altro, con la carta rivolta a faccia in su, e vengono rimossi (“uccisi”, secondo i termini di gioco) all’iniziare (“scoppiare”, secondo le linee guida di “Chicago Gangster”) di una “Guerra tra Gang!”. : Le carte Azione influiscono sulla presenza delle carte Scagnozzo in quest’area.
Lato R.I.P.Una carta Scagnozzo eliminata dal gioco viene girata dal “Lato R.I.P.” e scartata dentro la scatola, nella sezione omonima.: L’illustrazione di questo lato della carta si ripete pressoché identica su ogni carta Scagnozzo, ma si differenzia per il colore del bordo che la racchiude; questo colore viene definito da quello della gang di appartenenza del singolo scagnozzo, ed è uguale per gli scagnozzi della stessa famiglia.

### Preparazione
“Chicago Gangster” fa un elevato uso di tutte le componenti della scatola di gioco. 
Si inizia a giocare mettendo il coperchio della scatola al centro del tavolo, appoggiandoci sopra il fondo della stessa, e allineandolo con i fori di proiettile di un lato senza logo. In questo modo, si crea il “Muro” e, a seguito di ciò, la “Lista di Esecuzione“. 
A questo punto, i giocatori selezionano una gang e prendono tutte le carte Scagnozzo della propria fazione, disponendole a faccia in su, ognuno davanti a sé (in maniera che i membri rimanenti siano sempre visibili anche agli altri giocatori); successivamente, uno di loro mescola le carte Azione e ne distribuisce, a ciascuno, cinque copie come mano iniziale (queste carte devono rimanere segrete agli altri giocatori, però possono essere rivelate al momento del loro utilizzo). 
Le carte Azione rimanenti, coperte, formano il mazzo e vengono messe al centro del tavolo; quelle Scagnozzo di un’eventuale gang rimasta inutilizzata vengono inserite all’interno della scatola; appena le carte Azione sono giocate, vengono scartate nella pila degli scarti, accanto al mazzo. 
Quando il mazzo viene esaurito, la pila viene mescolata e diventa il nuovo mazzo di gioco. 

### Svolgimento del Gioco
In “Chicago Gangster” si definisce questo momento di gioco come “La Riunione”.
Ad iniziare è sempre il giocatore il quale ha preparato il mazzo di carte Azione e il gioco prosegue in senso orario attorno al tavolo. Il giro rimane invariato, finché qualcuno non giocherà una carta Opposizione.
Questa azione comporta l’interruzione del normale svolgimento del giro poiché, chi ha giocato una carta del suddetto tipo ha il diritto di iniziare il proprio turno, a discapito di colui che inizierebbe se il giro non fosse stato interrotto.
Il TurnoOgni giocatore deve attenersi a queste regole ogniqualvolta vuole giocare una carta Azione:
La PescataIl giocatore di turno deve pescare fino a quando non ha almeno cinque carte in mano, più la sesta che equivale alla pescata di inizio turno.
Giocare una CartaGiocare una carta equivale a metterla scoperta sulla pila degli scarti. In questa fase si può decidere se attivare l’effetto della carta selezionata, oppure “scartarla”, annunciando preventivamente agli avversari questa intenzione, e rinunciando all’effetto su essa riportato.
Rispondere a una Carta avversariaLe protagoniste di questa fase sono le carte Opposizione. Esse influiscono su certe carte Attacco e Salvataggio durante il turno nel quale vengono giocate. Solo un giocatore può usare come risposta una carta Opposizione contro una carta avversaria (se due o più giocatori utilizzassero una carta di questo tipo allo stesso tempo, solo la prima risolverebbe il suo effetto). La carta Opposizione, non appena giocata, deve essere subito rimpiazzata da una carta del mazzo.
Guerra tra Gang!È la fase principale di gioco che determina l’eliminazione delle carte Scagnozzo dalla “Lista di Esecuzione”. La carta Scagnozzo “contro il Muro” è la prima ad essere eliminata, cioè a essere girata dal "lato R.I.P." e riposta all’interno della scatola.: L’eliminazione degli scagnozzi incomincia all’inizio del turno del giocatore successivo allo scoppio della “Guerra tra Gang!”. Una “Guerra tra Gang!” inizia se viene rispettata una tra queste cinque condizioni:
Viene giocata una carta “Guerra tra Gang!”La risoluzione dell’effetto della carta Attacco “Guerra tra Gang” fa iniziare la guerra a “velocità normale” (un solo scagnozzo viene eliminato per turno).
Viene giocata una carta “Vendetta”La risoluzione dell’effetto della carta Attacco “Vendetta” fa iniziare la guerra a “doppia velocità” (i primi due scagnozzi nella “Lista di Esecuzione” vengono eliminati ogni turno).
Viene giocata una carta “Agguato”La risoluzione dell’effetto della carta Attacco “Agguato” fa iniziare la guerra a “doppia velocità” (i primi due scagnozzi nella “Lista di Esecuzione” vengono eliminati ogni turno).
Ci sono sei, o più, scagnozzi nella Lista di EsecuzioneOgniqualvolta la Lista di Esecuzione conta al suo interno sei o più scagnozzi, ha inizio una “Guerra tra Gang!” a velocità normale.
Ci sono sei, o meno, scagnozzi rimasti in giocoQuando i giocatori controllano, in totale, meno di sei carte Scagnozzo, la “Guerra tra Gang!” perdura fino alla conclusione del gioco. Ciò implica che, il primo scagnozzo (in questa fase di gioco) ad essere aggiunto alla “Lista di Esecuzione” rischia l’eliminazione immediata.

### Conclusione del Gioco
Il gioco continua fino a quando almeno due giocatori hanno almeno una carta Scagnozzo davanti a sé, o nella “Lista di Esecuzione”.
I giocatori vengono eliminati dal gioco non appena terminano le carte Scagnozzo in loro possesso. Le carte Azione di un giocatore sconfitto devono essere riposte nella pila degli scarti, anche se questo dovesse accadere durante il suo turno.
Il giocatore che rimane l’unico a possedere ancora scagnozzi in gioco diventa il vincitore della partita.

## Premi ed Onorificenze
"Chicago Gangster" è stato insignito del premio 1998 Fairplay À la carte Winner alla categoria À la carte Best Card Game e ha ricevuto sia la candidatura Spiel des Jahres - 1993 Nominee, che l'onorificenza Deutscher Spiele Preis - 1993.

## Espansioni
Il gioco originale di "Chicago Gangster" può essere ampliato con due espansioni, per variare l'esperienza ludica: "Family Business: Blood Brothers and The Moll Expansions" e "Mayfair Games Limited Edition Promo Expansion Set #3".

## Crediti
Il gioco "Chicago Gangster" viene pubblicato da Stratelibri/Counter srl, su licenza Mayfair Games, Inc., ed è l'edizione italiana del gioco da tavolo Family Business. Questa edizione è curata da: Robert T. Carty, Jr., S. Coleman Charlton, Pete Penlon, Will Nieblig, Larry Roznai e Alex Yeager.
Il design grafico è del gruppo Mad4gamestyle; ad ideare le illustrazioni è stato Antonio Dessì; mentre a curare la revisione italiana, Federico Faenza.

## Curiosità
Alcuni elementi di gioco, come la carta Attacco "Massacro di San Valentino" e le carte Scagnozzo delle fazioni "Capone Mob" e "Moran Gang" sono ispirate all'evento storico conosciuto come Massacro di San Valentino.

## Recensioni
Le recensioni del gioco "Chicago Gangster" sono perlopiù in forma telematica e in lingua inglese:
- (EN)  *  Dal sito "Dadsgamingaddiction.com", su dadsgamingaddiction.com.
- (EN)  *  Dal sito "Geekyhobbies.com", su geekyhobbies.com.
- (EN)  *  Dal sito ufficiale della "Mayfairgames.com", su dicecardgo.com. URL consultato il 22 maggio 2017 (archiviato dall'url originale il 20 aprile 2016).

In lingua italiana, le recensioni sono scarne però, una tra le più autorevoli è sicuramente questa:
- Recensione di Maurizio Valentini, su linkiesta.it. URL consultato il 22 maggio 2017 (archiviato dall'url originale l'8 novembre 2015).